# Джам'янг Кх'єнце Чок'ї Лодро
Дзонгсар Джам'янг Кх'єнце Чок'ї Лодро (тиб. རྫོང་གསར་མཁྱེན་བརྩ་ཆོས་ཀྱི་བློ་གྲོས་ , 1893–1959) — буддистський монах, майстер тибетської школи Сак'я, наставник багатьох відомих буддстських вчителів.

## Біографія
Джам'янг Чок'ї Лодро народився в рік Водяної Змії в 15-й місячний день 1893 року в Рекхе Аджам поруч з монастирем Катог. Його батько Г'юрме Цеванг Г'ятцо був тантричним учителем, правнуком тертона Дудула Ролпацела з долини Сір в Амдо. Його мати звали Цультрім Цо з долини Сір в Амдо. Батько дав йому ім'я Джам'янг Чок'ї Лодро.
Коли йому було сім років, Каток Сіту Чок'ї Г'яцо, племінник Джам'янга Кх'єнце Вангпо, привіз його до монастиря Катог і визнав маніфестацією активності Джам'янга Кхьєнце Вангпо, що відповідало пророцтву Конгтрула Йонтена Г'яцо. Каток Сіту виконав церемонію надрізування волосся та подарував йому ім'я Джам'янг Лодро Г'яцо. В монастирі вивчав молитви, граматику, астрологію, санскрит та багато священних текстів. Коли йому було 15 років, Чок'ї Лодро переїхав до Дзонгсара, традиційного місця перебування Кх'єнце Вангпо. У віці 26 років К'єнце Рінпоче вирушив до монастиря Дзогчен і прийняв чернечі обітниці від Кхенпо Джигме Пема Лосала.
У віці 67 років у 1959 році він помер. Його рештки зберігаються в маленькій золотій ступі в Королівській Капелі Сіккіма.

### Переродження
У 1968 році Сак'я Тридзин визнав як тулку Джам'янга Кх'єнце Чок'ї Лодро Тхубтена Чок'ї Г'яцо.